# Danny Aiello

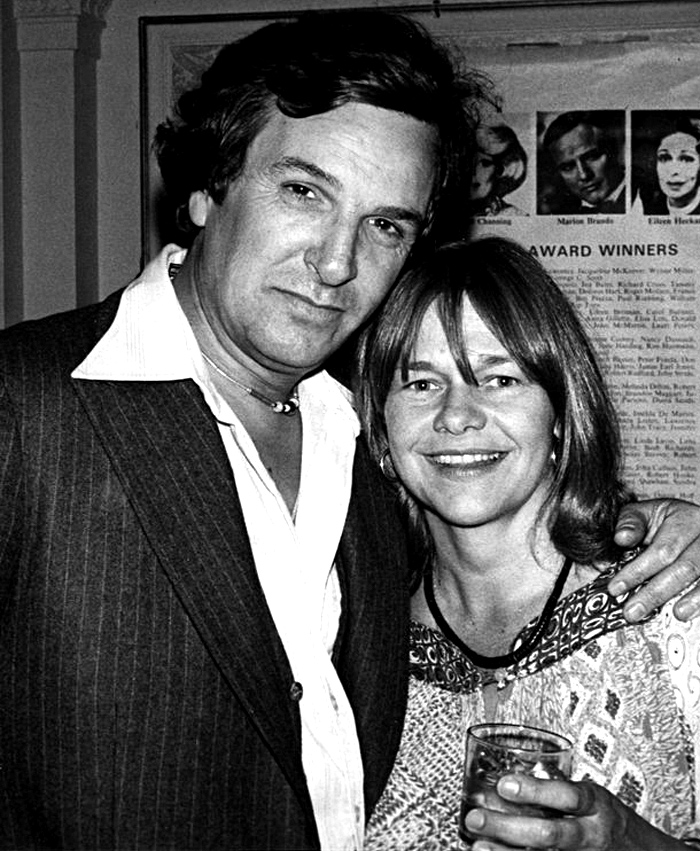
Danny Aiello în 1977

Danny Aiello (n. 20 iunie 1933, New York City, New York, SUA – d. 12 decembrie 2019, New Jersey, SUA) a fost un actor american de film.

## Filmografie
- Trandafirul roșu din Cairo (1985)
- Zilele radioului (1987)
- Visătorii (1987)
- Nopți în Harlem (1989)